# Ursus gladiatore ribelle

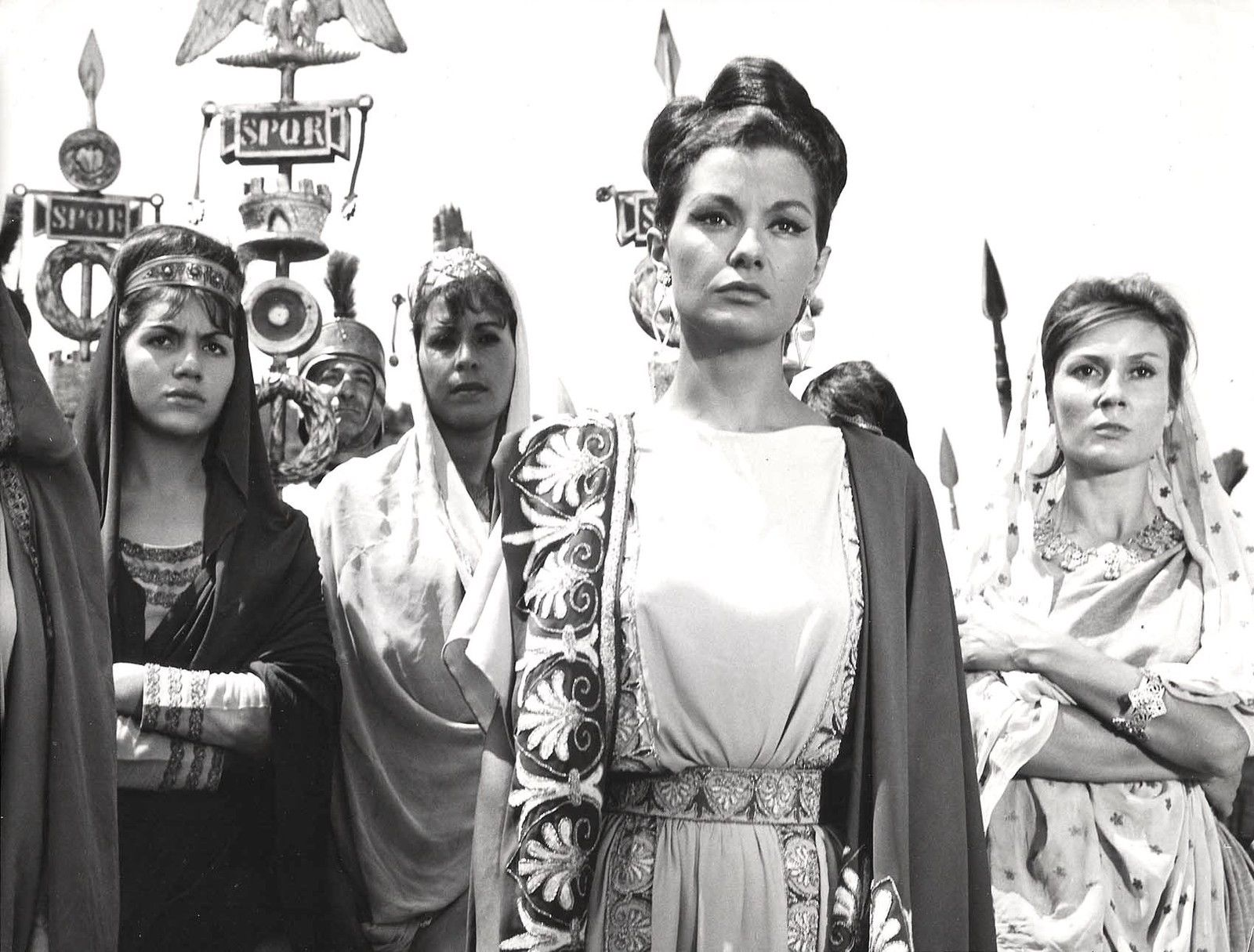
Gloria Milland, no centro,em uma cena do filme

Ursus gladiatore ribelle é um filme italiano de 1962, do subgênero peplum, dirigido por Domenico Paolella e estrelada por Dan Vadis.

## Sinopse
O povo e os políticos da antiga Roma vivem temerosos com o comportamento do imperador Cômodo (Santucci), o herdeiro e substituto de Marco Aurélio, que se dedica a divertimentos mundanos e competições no Coliseu. Cômodo conspira contra o Senado e promove destruições em aldeias próximas, mas Usus (Vadis) aparece para liderar a rebelião contra o imperador.

## Elenco
- Dan Vadis - Ursus
- Gloria Milland - Marzia
- José Greci - Armínia
- Sergio Ciani - Cômodo
- Andrea Aureli - instrutor de gladiadores
- Tullio Altamura - Antoninus
- Nando Tamberlani - Marco Aurélio
- Sal Borgese - gladiador